# Cantón de Izernore
El cantón de Izernore (en francés canton d'Izernore) era una división administrativa francesa del departamento de Ain, en la región de Ródano-Alpes.

## Composición
El cantón incluía diez comunas:
- Bolozon
- Ceignes
- Izernore
- Leyssard
- Matafelon-Granges
- Nurieux-Volognat
- Peyriat
- Samognat
- Serrières-sur-Ain
- Sonthonnax-la-Montagne

## Supresión del cantón
En aplicación del decreto n.º 2014-147 del 13 de febrero de 2014, el cantón de Izernore fue suprimido el 1 de abril de 2015 y sus 10 comunas pasaron a formar parte del cantón de Pont-d'Ain.